# 悉州
悉州，中国古代的州。
唐朝显庆元年（656年），析当州置，治所在悉唐县（今四川省茂县西北）。“在悉唐川，因以为名”（《元和郡县志》）。咸亨元年（670年）徙治左封县（今黑水县东南双溜索乡）。仪凤元年（676年），以悉唐县另置南和州（后改静州）。仪凤二年（677年），侨治当州城（今黑水县东），俄徙治左封县。载初元年（689年），移治匪平川（唐左封县东南），后复移治左封县。下辖悉唐县、左封县、静居县（今四川省黑水县红岩乡）、清边县（今四川省黑水县沙石多乡）、识臼县（今四川省黑水县色尔古乡）、归诚县（今四川省黑水县石碉楼乡）、鸡川县（今四川省茂县雅都乡）。天宝元年（742年）改为归诚郡，乾元元年（758年）复改为当州。元朝时废。辖境约当今四川省茂县西北部和黑水县东南部。属剑南道。广德后入于吐蕃。
悉州刺史
- 董系比射（656年）
- 董俱悉冻（唐高宗时）
- 陈大慈（702年）